# Гервер, Лариса Львовна
Лари́са Льво́вна Ге́рвер (р. 8 марта 1946, г. Чирчик Ташкентской области) — советский и российский музыковед. Доктор искусствоведения, профессор Российской академии музыки имени Гнесиных.

## Биография
Лариса Гервер родилась 8 марта 1946 года в Чирчике Ташкентской области.
В 1965 году окончила Ташкентское музыкальное училище имени Хамзы. В 1969 году окончила Российский музыкально-педагогический институт имени Гнесиных (ГМПИ имени Гнесиных) (педагоги А. Г. Чугаев, Р. К. Ширинян, Ф. Г. Арзаманов).
С 1970 года преподаёт в ГМПИ имени Гнесиных (в настоящее время — Российская академия музыки имени Гнесиных). В 1980-е годы обучалась у Рудольфа Дуганова, который вёл теорию и историю литературы в ГМПИ имени Гнесиных.
В 1998 году защитила диссертацию на соискание учёной степени доктора искусствоведения на тему «Музыка и музыкальная мифология в творчестве русских поэтов». Профессор кафедры аналитического музыкознания Российской академии музыки имени Гнесиных.
Среди учеников Гервер — доктор искусствоведения Р. Чёрная, кандидаты искусстоведения Н. И. Енукидзе, А. В. Лебедева, Н. И. Светлакова и др.
Автор книг «Музыка и музыкальная мифология в русской поэзии первых десятилетий XX», «Инганно и другие секреты полифонической техники второй половины XVI — начала XVII века» и более 100 научных статей.
Область научных интересов: техника музыкальной композиции в сочинениях композиторов XVI—XX веков, музыкальные приемы организации художественного текста в поэзии. Ряд публикаций Гервер посвящён поэзии романсового творчества, которая рассматривается как единый текст, составленный композитором.